# 獅島 (帕默群島)

獅島（英語：Lion Island），是南極洲的島嶼，位於阿斯特魯普角東北面1.9公里，處於昂韋爾島東面對開海域，屬於帕默群島的一部分，長2.8公里、寬1.9公里，由比利時探險隊發現，現時由南極條約體系管理。